# Régions statistiques de Slovénie
Les régions statistiques de la Slovénie sont les 12 entités administratives créées en 2007 à des fins légales et statistiques.

## Historique

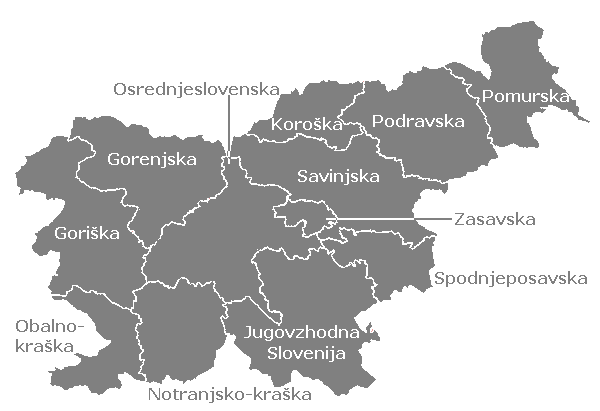
Les régions statistiques de Slovénie.

Il y a 12 régions statistiques (NUTS-3), qui sont regroupés en deux régions de cohésion (NUTS-2).
| Régions statistiques            | Régions statistiques  | Régions statistiques | Régions statistiques | Régions statistiques | Régions statistiques |
| Nom                             | Nom slovène           | Code                 | Plus grande ville    | Superficie (km2)     | Population (2019)    |
| ------------------------------- | --------------------- | -------------------- | -------------------- | -------------------- | -------------------- |
| Mur                             | Pomurska              | SI011                | Murska Sobota        | 1,337                | 114,287              |
| Drave                           | Podravska             | SI012                | Maribor              | 2,170                | 324,104              |
| Carinthie                       | Koroška               | SI013                | Slovenj Gradec       | 1,041                | 70,588               |
| Savinja                         | Savinjska             | SI014                | Celje                | 2,384                | 261,851              |
| Save-du-Centre                  | Zasavska              | SI015                | Trbovlje             | 264                  | 41,606               |
| Save-Inférieure                 | Posavska              | SI016                | Krško                | 885                  | 70,067               |
| Sud-Est-Slovène                 | Jugovzhodna Slovenija | SI017                | Novo Mesto           | 2,675                | 144,032              |
| Littoral-et-Carniole-Intérieure | Primorsko-notranjska  | SI018                | Postojna             | 1,456                | 52,544               |
| Slovénie-Médiane                | Osrednjeslovenska     | SI021                | Ljubljana            | 2,555                | 564,527              |
| Haute-Carniole                  | Gorenjska             | SI022                | Kranj                | 2,137                | 204,670              |
| Gorice                          | Goriška               | SI023                | Nova Gorica          | 2,325                | 117,616              |
| Côte-et-Karst                   | Obalno-kraška         | SI024                | Capodistrie          | 1,044                | 115,016              |

## Sources
- (en) Cet article est partiellement ou en totalité issu de l’article de Wikipédia en anglais intitulé « Statistical regions of Slovenia » (voir la liste des auteurs).